# Atlantic Division (National Basketball Association)
Atlantic Division är en av sex divisioner i den nordamerikanska basketligan National Basketball Association (NBA) och den bildades inför säsongen 1970/1971. Nio gånger har lag från Atlantic vunnit NBA-titeln. Atlantic Division är en av tre divisioner som tillhör Eastern Conference och innehåller sedan säsongen 2004/2005 följande fem lag:
- Boston Celtics
- New Jersey Nets
- New York Knicks
- Philadelphia 76ers
- Toronto Raptors

## Divisionsmästare
| - 1971: New York Knicks - 1972: Boston Celtics - 1973: Boston Celtics - 1974: Boston Celtics - 1975: Boston Celtics - 1976: Boston Celtics - 1977: Philadelphia 76ers - 1978: Philadelphia 76ers - 1979: Washington Bullets | - 1980: Boston Celtics - 1981: Boston Celtics - 1982: Boston Celtics - 1983: Philadelphia 76ers - 1984: Boston Celtics - 1985: Boston Celtics - 1986: Boston Celtics - 1987: Boston Celtics - 1988: Boston Celtics - 1989: New York Knicks | - 1990: Philadelphia 76ers - 1991: Boston Celtics - 1992: Boston Celtics - 1993: New York Knicks - 1994: New York Knicks - 1995: Orlando Magic - 1996: Orlando Magic - 1997: Miami Heat - 1998: Miami Heat - 1999: Miami Heat | - 2000: Miami Heat - 2001: Philadelphia 76ers - 2002: New Jersey Nets - 2003: New Jersey Nets - 2004: New Jersey Nets - 2005: Boston Celtics - 2006: New Jersey Nets - 2007: Toronto Raptors - 2008: Boston Celtics - 2009: Boston Celtics | - 2010: Boston Celtics - 2011: Boston Celtics - 2012: Boston Celtics - 2013: New York Knicks - 2014: Toronto Raptors - 2015: Toronto Raptors - 2016: Toronto Raptors - 2017: Boston Celtics - 2018: Toronto Raptors - 2019: Toronto Raptors |

## Atlantic Division-titlar
- 22: Boston Celtics
- 6: Toronto Raptors
- 5: New York Knicks
- 5: Philadelphia 76ers
- 4: Brooklyn Nets
- 4: Miami Heat *
- 2: Orlando Magic *
- 1: Washington Bullets * (numera Washington Wizards)

* Spelar inte längre i Atlantic Division

## NBA-mästare från Atlantic Division
- 1972/1973 – New York Knicks
- 1973/1974 – Boston Celtics
- 1975/1976 – Boston Celtics
- 1980/1981 – Boston Celtics
- 1982/1983 – Philadelphia 76ers
- 1983/1984 – Boston Celtics
- 1985/1986 – Boston Celtics
- 2007/2008 – Boston Celtics
- 2018/2019 – Toronto Raptors

## Lag som tidigare spelat i Atlantic Division
- Buffalo Braves mellan 1970 och 1978
- New York Nets mellan 1976 och 1977
- Washington Bullets/Wizards mellan 1978 och 2004
- Charlotte Hornets mellan 1988 och 1989
- Miami Heat mellan 1989 och 2004
- Orlando Magic mellan 1989 och 2004